# Annabel Sutherland
Annabel Jane Sutherland (* 12. Oktober 2001 in Melbourne, Australien) ist eine australische Cricketspielerin, die seit 2020 für die australische Nationalmannschaft spielt.

## Kindheit und Ausbildung
Sutherland ist Tochter von James Sutherland, der zwischen 2001 und 2018 Vorsitzender des australischen Verbandes war und selbst First-Class Cricket spielte. Ihr Bruder Will Sutherland spielt ebenfalls First-Class Cricket. Sie besuchte das Methodist Ladies College in Melbourne.

## Aktive Karriere
Mit 15 Jahren war sie die jüngste Spielerin in der Women’s Big Bash League spielte, als sie ihr erstes Spiel für die Melbourne Renegades in der Saison 2016/17 bestritt. Zur Saison 2019/20 wurde sie in das National Performance Squad des australischen Verbandes aufgenommen. Ihr Debüt in der Nationalmannschaft gab sie im Vorlauf zur WTwenty20-Weltmeisterschaft im Februar 2020 bei einem heimischen Drei-Nationen-Turnier. Beim ICC Women’s T20 World Cup 2020 selbst absolvierte sie dann drei Spiele. Ihr erstes WODI spielte sie dann bei der Tour gegen Neuseeland im Oktober 2020. Im September 2021 bei der Tour gegen Indien konnte sie im dritten WODI 3 Wickets für 30 Runs erreichen. Bei der Tour gab sie auch ihr Debüt im WTest. Zu Beginn des Jahres 2022 konnte sie bei der Tour gegen England im WTest im zweiten innings 3 Wickets für 69 Runs erreichen. Im dritten WODI der Tour konnte sie 4 Wickets für 31 Runs erreichen und wurde als Spielerin des Spiels ausgezeichnet. Ihre beste Leistung beim Women’s Cricket World Cup 2022 waren 26* Runs gegen Bangladesch. Bei den Commonwealth Games 2022 war sie Teil des Aufgebotes, kam jedoch nicht zum Einsatz.